# Одиннадцать друзей Оушена (фильм, 2001)
«Одиннадцать друзей Оушена» (англ. Ocean's Eleven) — американский криминальный фильм режиссёра Стивена Содерберга, ремейк одноимённого фильма 1960 года режиссёра Льюиса Майлстоуна с Фрэнком Синатрой и Ширли Маклейн в главных ролях. Фильм рассказывает об одиннадцати людях, объединившихся для того, чтобы ограбить казино. Фильм получил положительные отзывы критиков и стал кассовым хитом, собрав в мировом прокате 450,7 миллиона долларов и став пятым по кассовым сборам фильмом 2001 года.
Вышло два продолжения фильма — «Двенадцать друзей Оушена» (2004) и «Тринадцать друзей Оушена» (2007).

## Сюжет
Картина начинается с того, что Дэнни Оушен (Джордж Клуни) выходит из тюрьмы, где отбывал срок за кражу. Нарушая условия досрочного освобождения, он едет в Калифорнию и встречается со своим давним криминальным знакомым Расти Райаном (Брэд Питт). Дэнни вынашивает план по ограблению нескольких крупнейших казино Лас-Вегаса. Они находят спонсора для технически сложного и рискованного плана, бывшего владельца одного из казино Рубена Тишкоффа (Эллиотт Гулд), который имеет личные счёты с их новым владельцем. Хозяин трёх казино «Белладжио», «Мираж» и «MGM Grand» Тэрри Бенедикт (Энди Гарсиа) известен своей злопамятностью и беспощадным нравом. Система охраны считается неуязвимой, поэтому план требует привлечения лучших специалистов. Объездив страну, Дэнни и Расти нанимают одного за другим членов своей команды: Фрэнка Кэттона, крупье в казино; братьев Верджела и Тёрка Маллроев, автомехаников и водителей; Ливингстона Делла, эксперта по электронике; Бэшера Тарра, эксперта-подрывника; Сола Блума, пожилого афериста на доверии; Йена, китайца-акробата. Последним нанимают вора-карманника Лайнуса Колдуэлла. Дэнни оглашает условия. Они планируют вынести из хранилища трёх казино наличность и поделить поровну между 11 членами команды. Команда приурочила время ограбления к боксёрскому поединку в одном из казино, когда в хранилищах будет особенно большой запас денег — $160 млн.
Фрэнк нанимается в одно из казино как крупье и начинает рекогносцировку перед ограблением. Команда строит точный макет денежного хранилища и проводит в нём тренировки с целью отточить способы обхода системы безопасности. По ходу рекогносцировок неожиданно выясняется, что нынешняя девушка Терри Бенедикта, Тэсс — бывшая жена самого Оушена, не дождавшаяся его выхода из тюрьмы, и у него остались к ней чувства. Тем не менее, Дэнни уверяет остальных, что его личные проблемы никак не повлияют на реализацию плана ограбления. Братья Маллрои под видом сотрудников казино готовят тележку для перевозки наличности. Акробат Йен попадает в хранилище внутри ящика для перевозки денег. Ключевой элемент ограбления — компактный EMP-генератор, при помощи которого в назначенный момент должна быть выведена из строя электроника практически во всем городе. За несколько десятков секунд, пока электропитание не будет переключено на резервные источники, Дэнни и Лайнус успевают преодолеть отключившуюся систему безопасности. Сам Оушен проникает внутрь казино при помощи подкупленного охранника. Взрывное устройство, закамуфлированное под драгоценные камни, сдаёт в хранилище для сохранности Сол, превратившийся на время в состоятельного бизнесмена, хайроллера, якобы заехавшего поиграть по большим ставкам. Актуальные коды системы безопасности из кармана Бенедикта виртуозно добывает Лайнус. Благодаря этому и внедрённому в компьютерную сеть казино «жучку» члены команды могут наблюдать за всем происходящим и даже транслировать на мониторы охраны нужное изображение.
Йен подрывает бронированную дверь, после чего Дэнни и Лайнус оказываются внутри хранилища. Терри Бенедикт получает звонок от преступников о том, что его грабят. Терри звонит в полицию, но его звонок также перехватывают грабители. Они проводят отвлекающий манёвр с удалённо управляемым автомобилем, который якобы вывозит украденную наличность из казино. На самом деле деньги выносит приехавшая на вызов команда-SWAT, опять-таки грабители под видом спецназовцев-полицейских. В конце ограбления Денни Оушен, покидая казино, встречается с Тэрри Бенедиктом и предлагает ему выдать участников ограбления, если Терри откажется от его девушки. Бенедикт соглашается. Тэсс наблюдает эту сцену благодаря трансляции с камеры внешнего наблюдения. Она немедленно разрывает отношения с Бенедиктом, без колебания «сдавшим» её в обмен на информацию о деньгах.
Ограбление удаётся, и участники преступления разъезжаются по домам. Дэнни за нарушение условий досрочного освобождения вынужден примерно на полгода вернуться за решётку. После освобождения у ворот тюрьмы его ждут Расти и Тэсс. А также двое громил от Терри Бенедикта…

## В ролях
| Актёр                         | Роль                 |
| ----------------------------- | -------------------- |
| Джордж Клуни                  | Дэниел «Дэнни» Оушен |
| Мэтт Деймон                   | Лайнус Колдуэлл      |
| Энди Гарсиа                   | Терри Бенедикт       |
| Брэд Питт                     | Роберт «Расти» Райан |
| Джулия Робертс                | Тэсс Оушен           |
| Эллиотт Гулд                  | Рубен Тишкофф        |
| Кейси Аффлек                  | Вёрджил Мэллой       |
| Скотт Каан                    | Тёрк Мэллой          |
| Эдди Джемисон                 | Ливингстон Делл      |
| Берни Мак                     | Фрэнк Кэттон         |
| Цинь Шаобо                    | Йен                  |
| Карл Райнер                   | Сол Блум             |
| Джо Ла Ду                     | Билли Тим Дэнхан     |
| Майкл Делано                  | управляющий казино   |
| Джерри Вейнтрауб              | игрок / Дэнни Шилдс  |
| Ричард Рид                    | Баки Бьюкенен        |
| Скотт Л. Шварц                | Бульдог, подручный   |
| Дон Чидл (в титрах не указан) | Бэшер Тарр           |

## Саундтрек
| №   | Название                         | Автор(ы)                   | Длительность |
| --- | -------------------------------- | -------------------------- | ------------ |
| 1.  | «Caravan»                        | Arthur Lyman               | 2:25         |
| 2.  | «69 Police»                      | David Holmes               | 4:24         |
| 3.  | «Gritty Shaker»                  | David Holmes               | 3:26         |
| 4.  | «A Little Less Conversation»     | Elvis Presley              | 1:42         |
| 5.  | «School The Project»             | Handsome Boy Modelling     | 4:13         |
| 6.  | «160 Million Dollar Chinese Man» | Oceans 11                  | 4:10         |
| 7.  | «Boobytrapping»                  | Oceans 11                  | 2:33         |
| 8.  | «Hookers»                        | Oceans 11                  | 1:07         |
| 9.  | «Lyman Zerga»                    | Oceans 11                  | 1:53         |
| 10. | «Pickpockets»                    | Oceans 11 Cast             | 1:31         |
| 11. | «Planting the Seed»              | Oceans 11 Cast             | 2:12         |
| 12. | «Ruben's In»                     | Oceans 11 Cast             | 3:06         |
| 13. | «Stealing the Pinch»             | Oceans 11 Cast             | 1:04         |
| 14. | «Tess»                           | Oceans 11 Cast             | 3:22         |
| 15. | «The Plans»                      | Oceans 11 Cast             | 1:25         |
| 16. | «Dream Dream Dream»              | Percy Faith, his Orchestra | 0:13         |
| 17. | «Theme for Young Lovers (exit)»  | Percy Faith, his Orchestra | 0:45         |
| 18. | «Theme for Young Lovers»         | Percy Faith, his Orchestra | 1:02         |
| 19. | «Papa Loves Mambo»               | Perry Como                 | 2:37         |
| 20. | «Blues in the Night»             | Quincy Jones               | 3:56         |
| 21. | «Claire de Lune Conversation»    | The Philadelphia Orchestra | 5:00         |

## Критика
Журнал Entertainment Weekly назвал фильм лучшим фильмом об ограблениях.

## О фильме
Несмотря на то, что Дон Чидл сыграл одного из членов команды Оушена, он не был упомянут в титрах. По словам актера, он сам попросил не указывать свое имя в титрах фильма.

## Спин-офф
В 2018 году вышел фильм «Восемь подруг Оушена», который стал спин-оффом серии.

## Приквел
В мае 2022 года стало известно о намерении Warner Bros. снять ещё одну часть фильма с Марго Робби в главной роли. Режиссёром станет Джей Роуч. События фильма развернутся в Европе 1960-х. Начало съёмок запланировано на весну 2023 года.